# Grammy Award for Record of the Year
Der Grammy Award for Record of the Year (dt. Grammy-Award für die Aufnahme des Jahres) ist ein Musikpreis, der seit 1959 bei den jährlich stattfindenden Grammy Awards verliehen wird. Mit diesem Preis werden Aufnahmen mit der besten Gesamtleistung ausgezeichnet, die im Vorjahr der Verleihung als Single oder Albumtrack erschienen sind.

## Hintergrund und Geschichte

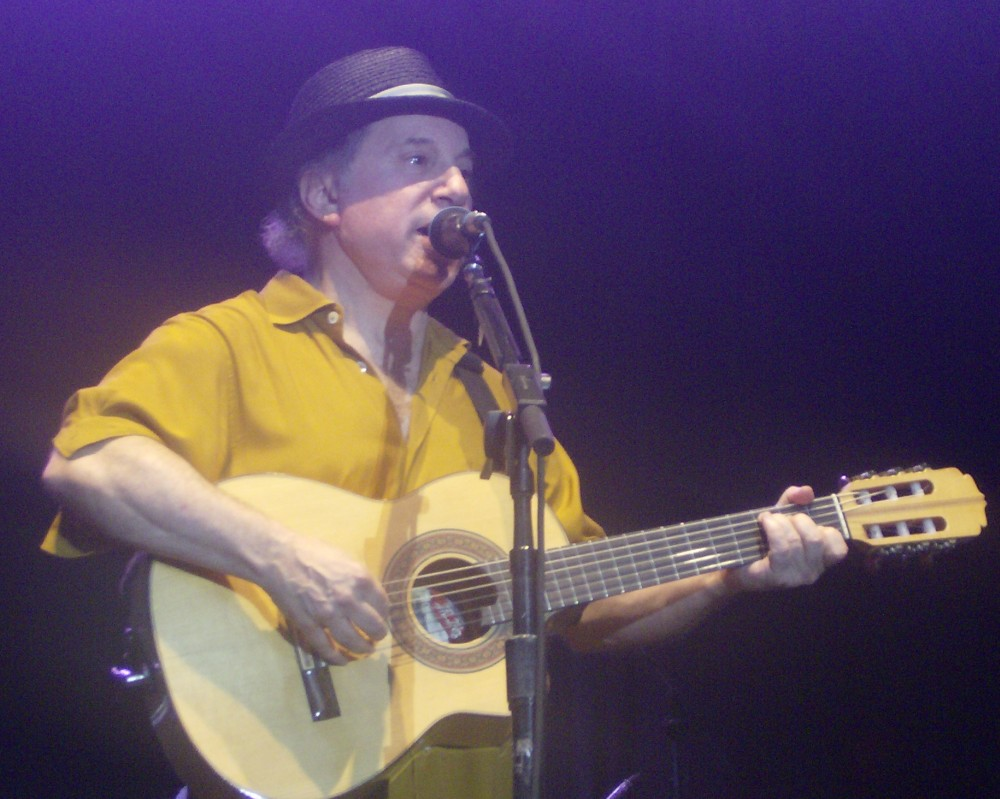
Mit drei Auszeichnungen ist Paul Simon der erfolgreichste Interpret in dieser Kategorie

Die Grammy Awards (eigentlich Grammophone Awards) werden seit 1959 jährlich für künstlerische Leistung, technische Kompetenz und musikalische Gesamtleistung in verschiedenen Kategorien von der National Academy of Recording Arts and Sciences (NARAS) verliehen, unabhängig von Verkaufszahlen und Chartplatzierungen des Werks.
Der Grammy Award für die Aufnahme des Jahres ist seit der ersten Grammyverleihung im Jahre 1959 fester Bestandteil der Preisvergabe. Er gehört neben den Preisen für das beste Album, den besten Song und den besten Newcomer zu den wichtigsten Auszeichnungen der Verleihung. 2024 kamen zwei weitere Kategorien für Produzenten und Songwriter zum „General Field“, den Hauptkategorien des Grammy, hinzu.
Bis einschließlich 1965 wurde die Trophäe in Form eines goldenen Grammophons nur an den jeweiligen Interpreten vergeben, zwischen 1966 und 1998 an die Interpreten und die Produzenten. Seit 1999 werden sie zusätzlich noch an die beteiligten Toningenieure vergeben (Mix, Mastering). Darüber hinaus können Komponisten, Arrangeure, Begleitmusiker und weitere Techniker mit einer Urkunde ausgezeichnet werden.
Von Beginn an gab es, wie in allen Kategorien üblich, fünf Nominierungen für die Auszeichnung. 2019 wurde die Zahl der Nominierten in dieser und den anderen Hauptkategorien auf acht erhöht. 2022 und 2023 gab es zwischenzeitlich zehn Nominierungen.
Diese Kategorie ist nicht mit dem Grammy Award for Song of the Year zu verwechseln. Während bei der Verleihung für das Lied des Jahres die Qualität des Songwritings im Vordergrund steht, wird bei der Single des Jahres Wert auf die Aufnahmequalität gelegt. Außerdem bekommt in der Kategorie Song des Jahres nur der Komponist eine Auszeichnung, während bei der Kategorie Single des Jahres auch Produzent und Toningenieur geehrt werden.

## Statistik
Der erste Gewinner dieser Auszeichnung war der Italiener Domenico Modugno. Gleichzeitig ist er einer von nur vier Preisträgern, die aus einem nicht-englischsprachigen Land stammen. Außer Modugno schafften dies bisher nur die Brasilianerin Astrud Gilberto im Jahr 1965, der Mexikaner Carlos Santana im Jahr 2000 und 2014 das französische Duo Daft Punk. Bis 2024 ging der Preis 50 Mal an Interpreten aus den USA, 13 Mal an britische Interpreten, zwei Mal an Interpreten aus Irland und Australien und je ein Mal an Interpreten aus Mexiko, Kanada, Brasilien, Italien und Neuseeland.
Der erfolgreichste Interpret in dieser Kategorie ist Paul Simon, der drei Auszeichnungen gewinnen konnte (davon zwei als Mitglied von Simon & Garfunkel). Je zwei Preise gingen an U2, The Fifth Dimension, Art Garfunkel (als Teil von Simon & Garfunkel), Roberta Flack, Norah Jones, Henry Mancini, Eric Clapton, Adele und Billie Eilish. Letztere ist mit 19 Jahren die jüngste Interpretin, die diese Auszeichnung mehr als einmal gewinnen konnte. Frank Sinatra wurde sieben Mal nominiert und ist somit der Interpreten mit den meisten Nominierungen. 1967 konnte er den Preis gewinnen. Mit insgesamt sechs Nominierungen ist Beyoncé die Interpretin mit den meisten Nominierungen, die keine Auszeichnung gewann.

## Gewinner und Nominierte
Angegeben ist jeweils das Jahr, in dem die Preisverleihung stattfand. Ausgezeichnet wurden Veröffentlichungen des Vorjahrs.
| Jahr                   | Künstler / Band | Nationalität                               | Single                              | Weitere nominierte Künstler | Bilder der Künstler                        |
| ---------------------- | --- | ------------------------------------------ | ----------------------------------- | --- | ------------------------------------------ |
| 1959 4. Mai 1959       | Domenico Modugno | Italien                                    | Nel blu dipinto di blu              | - David Seville – The Chipmunk Song - Frank Sinatra – Witchcraft - Peggy Lee – Fever - Perry Como – Catch a Falling Star | Domenico Modugeno (1958)                   |
| 1960 29. November 1959 | Bobby Darin | Vereinigte Staaten                         | Mack the Knife                      | - André Previn – Like Young - Elvis Presley – A Fool Such As I - Frank Sinatra – High Hopes - The Browns – The Three Bells | Bobby Darin (1959)                         |
| 1961 13. April 1961    | Percy Faith | Vereinigte Staaten                         | Theme from “A Summer Place”         | - Ella Fitzgerald – Mack the Knife - Elvis Presley – Are You Lonesome Tonight? - Frank Sinatra – Nice ’n’ Easy - Ray Charles – Georgia on My Mind |                                            |
| 1962 29. Mai 1962      | Henry Mancini | Vereinigte Staaten                         | Moon River                          | - Dave Brubeck – Take Five - Frank Sinatra – The Second Time Around - Jimmy Dean – Big Bad John - Si Zentner – Up a Lazy River |                                            |
| 1963 15. Mai 1963      | Tony Bennett | Vereinigte Staaten                         | I Left My Heart in San Francisco    | - Joe Harnell – Fly Me to the Moon Bossa Nova - Ray Charles – I Can’t Stop Loving You - Sammy Davis, Jr. – What Kind of Fool Am I - Stan Getz, Charlie Byrd – Desafinado | Tony Bennett (2006)                        |
| 1964 12. Mai 1964      | Henry Mancini | Vereinigte Staaten                         | Days of Wine and Roses              | - Barbra Streisand – Happy Days Are Here Again - Jack Jones – Wives and Lovers - The Singing Nun – Dominique - Tony Bennett – I Wanna Be Around |                                            |
| 1965 13. April 1965    | Stan Getz, Astrud Gilberto | Vereinigte Staaten, Brasilien              | The Girl from Ipanema               | - Barbra Streisand – People - Louis Armstrong – Hello, Dolly! - Petula Clark – Downtown - The Beatles – I Want to Hold Your Hand |                                            |
| 1966 15. März 1966     | Herb Alpert and the Tijuana Brass Herb Alpert, Jerry Moss (Produzent) | Vereinigte Staaten                         | A Taste of Honey                    | - Paul McCartney – Yesterday - Roger Miller – King of the Road - The Ramsey Lewis Trio – The In Crowd - Tony Bennett – The Shadow of Your Smile | Herb Alpert (1966)                         |
| 1967 2. März 1967      | Frank Sinatra Jimmy Bowen (Produzent) | Vereinigte Staaten                         | Strangers in the Night              | - David Houston – Almost Persuaded - Herb Alpert and the Tijuana Brass – What Now My Love - The Mamas and the Papas – Monday, Monday - The New Vaudeville – Winchester Cathedral | Frank Sinatra (1960)                       |
| 1968 29. Februar 1968  | The Fifth Dimension Marc Gordon, Johnny Rivers (Produzenten) | Vereinigte Staaten                         | Up, Up, and Away                    | - Nancy Sinatra, Frank Sinatra – Somethin’ Stupid - Bobbie Gentry – Ode to Billie Joe - Ed Ames – My Cup Runneth Over - Glen Campbell – By the Time I Get to Phoenix | The Fifth Dimension (1970)                 |
| 1969 12. März 1969     | Simon & Garfunkel Paul Simon, Art Garfunkel, Roy Halee (Produzenten) | Vereinigte Staaten                         | Mrs. Robinson                       | - Bobby Goldsboro – Honey - Glen Campbell – Wichita Lineman - Jeannie C. Riley – Harper Valley P.T.A. - The Beatles – Hey Jude | Simon & Garfunkel (2009)                   |
| 1970 11. März 1970     | The Fifth Dimension Bones Howe (Produzent) | Vereinigte Staaten                         | Aquarius/Let the Sunshine In        | - Blood, Sweat & Tears – Spinning Wheel - Henry Mancini – A Time for Us - Johnny Cash – A Boy Named Sue - Peggy Lee – Is That All There Is | The Fifth Dimension (1969)                 |
| 1971 16. März 1971     | Simon & Garfunkel Paul Simon, Art Garfunkel, Roy Halee (Produzenten) | Vereinigte Staaten                         | Bridge over Troubled Water          | - James Taylor – Fire and Rain - Ray Stevens – Everything Is Beautiful - The Beatles – Let It Be - The Carpenters – Close to You | Simon & Garfunkel (1981)                   |
| 1972 15. März 1972     | Carole King Lou Adler (Produzent) | Vereinigte Staaten                         | It’s Too Late                       | - George Harrison – My Sweet Lord - Isaac Hayes – Theme from Shaft - James Taylor – You’ve Got a Friend - Three Dog Night – Joy to the World | Carole King (2000)                         |
| 1973 3. März 1973      | Roberta Flack Joel Dorn (Produzent) | Vereinigte Staaten                         | The First Time I Ever Saw Your Face | - Don McLean – American Pie - Gilbert O’Sullivan – Alone Again (Naturally) - Neil Diamond – Song Sung Blue - Harry Nilsson – Without You | Roberta Flack (1992)                       |
| 1974 2. März 1974      | Roberta Flack Joel Dorn (Produzent) | Vereinigte Staaten                         | Killing Me Softly with His Song     | - Carly Simon – You’re So Vain - Charlie Rich – Behind Closed Doors - Jim Croce – Bad, Bad Leroy Brown - Stevie Wonder – You Are the Sunshine of My Life | Roberta Flack (1992)                       |
| 1975 1. März 1975      | Olivia Newton-John John Farrar (Produzent) | Vereinigtes Königreich/ Australien         | I Honestly Love You                 | - Elton John – Don’t Let the Sun Go Down on Me - Joni Mitchell – Help Me - Maria Muldaur – Midnight at the Oasis - Roberta Flack – Feel Like Makin’ Love | Olivia Newton-John (1988)                  |
| 1976 28. Februar 1976  | Captain & Tennille Daryl Dragon (Produzent) | Vereinigte Staaten                         | Love Will Keep Us Together          | - Barry Manilow – Mandy - Glen Campbell – Rhinestone Cowboy - Janis Ian – At Seventeen - Eagles – Lyin’ Eyes | Captain & Tennille (1976)                  |
| 1977 19. Februar 1977  | George Benson Tommy LiPuma (Produzent) | Vereinigte Staaten                         | This Masquerade                     | - Barry Manilow – I Write the Songs - Chicago – If You Leave Me Now - Paul Simon – 50 Ways to Leave Your Lover - Starland Vocal Band – Afternoon Delight | George Benson (2009)                       |
| 1978 23. Februar 1978  | Eagles Bill Szymczyk (Produzent) | Vereinigte Staaten                         | Hotel California                    | - Barbra Streisand – Evergreen (Love Theme from A Star Is Born) - Crystal Gayle – Don’t It Make My Brown Eyes Blue - Debby Boone – You Light Up My Life - Linda Ronstadt – Blue Bayou | The Eagles (2008)                          |
| 1979 15. Februar 1979  | Billy Joel Phil Ramone (Produzent) | Vereinigte Staaten                         | Just the Way You Are                | - Chuck Mangione – Feels So Good - Gerry Rafferty – Baker Street - Bee Gees – Stayin’ Alive - Anne Murray – You Needed Me | Billy Joel (2009)                          |
| 1980 27. Februar 1980  | The Doobie Brothers Ted Templeman (Produzent) | Vereinigte Staaten                         | What a Fool Believes                | - Barbra Streisand, Neil Diamond – You Don’t Bring Me Flowers - Earth, Wind and Fire – After the Love Has Gone - Gloria Gaynor – I Will Survive - Kenny Rogers – The Gambler | The Doobie Brothers (1982)                 |
| 1981 25. Februar 1981  | Christopher Cross Michael Omartian (Produzent) | Vereinigte Staaten                         | Sailing                             | - Barbra Streisand, Barry Gibb – Woman in Love - Bette Midler – The Rose - Frank Sinatra – New York, New York - Kenny Rogers – Lady | Christopher Cross (2008)                   |
| 1982 24. Februar 1982  | Kim Carnes Val Garay (Produzent) | Vereinigte Staaten                         | Bette Davis Eyes                    | - Bill Withers, Grover Washington, Jr. – Just the Two of Us - Christopher Cross – Arthur’s Theme (Best That You Can Do) - Diana Ross, Lionel Richie – Endless Love - John Lennon – (Just Like) Starting Over | Kim Carnes (2008)                          |
| 1983 23. Februar 1983  | Toto Toto (Produzenten) | Vereinigte Staaten                         | Rosanna                             | - Joe Jackson – Steppin’ Out - Paul McCartney, Stevie Wonder – Ebony and Ivory - Vangelis – Chariots of Fire - Willie Nelson – Always on My Mind | Toto (2010)                                |
| 1984 28. Februar 1984  | Michael Jackson Michael Jackson, Quincy Jones (Produzent) | Vereinigte Staaten                         | Beat It                             | - Irene Cara – Flashdance … What a Feeling - Lionel Richie – All Night Long (All Night) - Michael Sembello – Maniac - The Police – Every Breath You Take | Michael Jackson (1984)                     |
| 1985 26. Februar 1985  | Tina Turner Terry Britten (Produzent) | Vereinigte Staaten                         | What’s Love Got to Do with It       | - Bruce Springsteen – Dancing in the Dark - Chicago – Hard Habit to Break - Cyndi Lauper – Girls Just Want to Have Fun - Huey Lewis & the News – The Heart of Rock and Roll | Tina Turner (1985)                         |
| 1986 25. Februar 1986  | USA for Africa Quincy Jones (Produzent) | Vereinigte Staaten                         | We Are the World                    | - Bruce Springsteen – Born in the U.S.A. - Dire Straits – Money for Nothing - Don Henley – The Boys of Summer - Huey Lewis & the News – The Power of Love | Logo von USA for Africa                    |
| 1987 24. Februar 1987  | Steve Winwood Steve Winewood, Russ Titelman (Produzent) | Vereinigtes Königreich                     | Higher Love                         | - Dionne Warwick, Elton John, Gladys Knight, Stevie Wonder – That’s What Friends Are For - Peter Gabriel – Sledgehammer - Robert Palmer – Addicted to Love - Whitney Houston – The Greatest Love of All | Steve Winwood (1973)                       |
| 1988 2. März 1988      | Paul Simon Paul Simon (Produzent) | Vereinigte Staaten                         | Graceland                           | - Los Lobos – La Bamba - Steve Winwood – Back in the High Life Again - Suzanne Vega – Luka - U2 – I Still Haven’t Found What I’m Looking For | Paul Simon (2007)                          |
| 1989 22. Februar 1989  | Bobby McFerrin Bobby McFerrin, Linda Goldstein (Produzenten) | Vereinigte Staaten                         | Don’t Worry, Be Happy               | - Anita Baker – Giving You the Best That I Got - Michael Jackson – Man in the Mirror - Steve Winwood – Roll with It - Tracy Chapman – Fast Car | Bobby McFerrin (2007)                      |
| 1990 21. Februar 1990  | Bette Midler Arif Mardin (Produzent) | Vereinigte Staaten                         | Wind Beneath My Wings               | - Billy Joel – We Didn’t Start the Fire - Don Henley – The End of the Innocence - Fine Young Cannibals – She Drives Me Crazy - Mike & the Mechanics – The Living Years | Bette Midler (1990)                        |
| 1991 20. Februar 1991  | Phil Collins Phil Collins, Hugh Padgham (Produzent) | Vereinigtes Königreich                     | Another Day in Paradise             | - Bette Midler – From a Distance - Mariah Carey – Vision of Love - MC Hammer – U Can’t Touch This - Sinéad O’Connor – Nothing Compares 2 U | Phil Collins (2005)                        |
| 1992 26. Februar 1992  | Natalie Cole, Nat King Cole David Foster (Produzent) | Vereinigte Staaten                         | Unforgettable                       | - Amy Grant – Baby Baby - Bonnie Raitt – Something to Talk About - Bryan Adams – (Everything I Do) I Do It for You - R.E.M. – Losing My Religion | Natalie Cole (2007) · Nat King Cole (1947) |
| 1993 24. Februar 1993  | Eric Clapton Russ Titelman (Produzent) | Vereinigtes Königreich                     | Tears in Heaven                     | - Billy Ray Cyrus – Achy Breaky Heart - Céline Dion, Peabo Bryson – Die Schöne und das Biest - k.d. lang – Constant Craving - Vanessa Lynn Williams – Save the Best for Last | Eric Clapton (1974)                        |
| 1994 1. März 1994      | Whitney Houston David Foster (Produzent) | Vereinigte Staaten                         | I Will Always Love You              | - Billy Joel – The River of Dreams - Neil Young – Harvest Moon - Peabo Bryson, Regina Belle – A Whole New World - Sting – If I Ever Lose My Faith in You | Whitney Houston (2009)                     |
| 1995 1. März 1995      | Sheryl Crow Bill Bottrell (Produzent) | Vereinigte Staaten                         | All I Wanna Do                      | - Bonnie Raitt – Love Sneaken’ Up on You - Boyz II Men – I’ll Make Love to You - Bruce Springsteen – Streets of Philadelphia - Mary Chapin Carpenter – He Thinks He’ll Keep Her | Sheryl Crow (2005)                         |
| 1996 28. Februar 1996  | Seal Trevor Horn (Produzent) | Vereinigtes Königreich                     | Kiss from a Rose                    | - Coolio – Gangsta’s Paradise - Joan Osborne – One of Us - Mariah Carey, Boyz II Men – One Sweet Day - TLC – Waterfalls | Seal (2011)                                |
| 1997 26. Februar 1997  | Eric Clapton Babyface (Produzent) | Vereinigtes Königreich                     | Change the World                    | - Alanis Morissette – Ironic - Céline Dion – Because You Loved Me - The Smashing Pumpkins – 1979 - Tracy Chapman – Give Me One Reason | Eric Clapton (2008)                        |
| 1998 25. Februar 1998  | Shawn Colvin John Leventhal (Produzent) | Vereinigte Staaten                         | Sunny Came Home                     | - Hanson – MMMBop - Paula Cole – Where Have All the Cowboys Gone? - R. Kelly – I Believe I Can Fly - Sheryl Crow – Everyday Is a Winding Road | Shawn Colvin (2008)                        |
| 1999 24. Februar 1999  | Céline Dion James Horner, Simon Franglen, Walter Afanasieff (Produzenten) David Gleeson, Humberto Gatica, Simon Franglen (Toningenieure) | Kanada                                     | My Heart Will Go On                 | - Brandy, Monica – The Boy Is Mine - Goo Goo Dolls – Iris - Madonna – Ray of Light - Shania Twain – You’re Still the One | Céline Dion (2008)                         |
| 2000 23. Februar 2000  | Carlos Santana, Rob Thomas Matt Serletic (Produzent) David Thoener (Toningenieur) | Mexiko, Vereinigte Staaten                 | Smooth                              | - Backstreet Boys – I Want It That Way - Cher – Believe - Ricky Martin – Livin’ la vida loca - TLC – No Scrubs | Calos Santana (2003) · Rob Thomas (2010)   |
| 2001 21. Februar 2001  | U2 Brian Eno, Daniel Lanois (Produzenten) Richard Rainey, Steve Lillywhite (Toningenieure) | Irland                                     | Beautiful Day                       | - *NSYNC – Bye Bye Bye - Destiny’s Child – Say My Name - Macy Gray – I Try - Madonna – Music | U2 (2005)                                  |
| 2002 27. Februar 2002  | U2 Brian Eno, Daniel Lanois (Produzenten) Richard Rainey, Steve Lillywhite (Toningenieure) | Irland                                     | Walk On                             | - Alicia Keys – Fallin’ - India.Arie – Video - OutKast – Ms. Jackson - Train – Drops of Jupiter | U2 (2005)                                  |
| 2003 23. Februar 2003  | Norah Jones Norah Jones, Jay Newland, Arif Mardin (Produzent) Jay Newland (Toningenieur) | Vereinigte Staaten                         | Don’t Know Why                      | - Eminem – Without Me - Nelly, Kelly Rowland – Dilemma - Nickelback – How You Remind Me - Vanessa Carlton – A Thousand Miles | Norah Jones (2007)                         |
| 2004 8. Februar 2004   | Coldplay Coldplay, Ken Nelson (Produzenten) Guy Berryman, Jon Buckland, Will Champion, Phil Harvey, Chris Martin, Ken Nelson, Mark Pythian (Toningenieure) | Vereinigtes Königreich                     | Clocks                              | - Beyoncé Knowles, Jay-Z – Crazy in Love - Eminem – Lose Yourself - OutKast – Hey Ya! - The Black Eyed Peas, Justin Timberlake – Where Is the Love? | Coldplay (2005)                            |
| 2005 13. Februar 2005  | Ray Charles, Norah Jones John R. Burk (Produzent) Al Schmitt, Mark Fleming, Terry Howard (Toningenieure) | Vereinigte Staaten                         | Here We Go Again                    | - Green Day – American Idiot - Los Lonely Boys – Heaven - The Black Eyed Peas – Let’s Get It Started - Usher, Lil Jon, Ludacris – Yeah! | Ray Charles (2003) · Norah Jones (2005)    |
| 2006 8. Februar 2006   | Green Day Green Day, Rob Cavallo (Produzent) Chris Lord-Alge, Doug McKean (Toningenieur) | Vereinigte Staaten                         | Boulevard of Broken Dreams          | - Gorillaz – Feel Good Inc. - Gwen Stefani – Hollaback Girl - Kanye West – Gold Digger - Mariah Carey – We Belong Together | Green Day (2013)                           |
| 2007 11. Februar 2007  | Dixie Chicks Rick Rubin (Produzent) Chris Testa, Jim Scott, Richard Dodd (Toningenieur) | Vereinigte Staaten                         | Not Ready to Make Nice              | - Mary J. Blige – Be Without You - James Blunt – You’re Beautiful - Gnarls Barkley – Crazy - Corinne Bailey Rae – Put Your Records On | Dixie Chicks (2006)                        |
| 2008 10. Februar 2008  | Amy Winehouse Mark Ronson (Produzent) Tom Elmhirst, Vaughan Merrick, Dom Morley, Mark Ronson, Gabriel Roth (Toningenieur) | Vereinigtes Königreich                     | Rehab                               | - Beyoncé Knowles – Irreplaceable - Foo Fighters – The Pretender - Rihanna, Jay-Z – Umbrella - Justin Timberlake – What Goes Around … Comes Around | Amy Winehouse (2007)                       |
| 2009 8. Februar 2009   | Alison Krauss, Robert Plant T Bone Burnett (Produzent) Mike Piersante (Toningenieur) | Vereinigte Staaten, Vereinigtes Königreich | Please Read the Letter              | - Adele – Chasing Pavements - Coldplay – Viva la Vida - Leona Lewis – Bleeding Love - M.I.A. – Paper Planes | Alison Krauss (2008) · Robert Plant (2010) |
| 2010 31. Januar 2010   | Kings of Leon Jacquire King, Angelo Petraglia (Produzent) Jacquire King (Toningenieur) | Vereinigte Staaten                         | Use Somebody                        | - Beyoncé Knowles – Halo - The Black Eyed Peas – I Gotta Feeling - Lady Gaga – Poker Face - Taylor Swift – You Belong with Me | Kings of Leon (2007)                       |
| 2011 13. Februar 2011  | Lady Antebellum Paul N. Worley, Dave Haywood, Charles Kelley, Hillary Scott (Produzenten) L. Clarke Schleicher (Toningenieur) | Vereinigte Staaten                         | Need You Now                        | - B.o.B, Bruno Mars – Nothin’ on You - Eminem, Rihanna – Love the Way You Lie - CeeLo Green – Fuck You! - Jay-Z, Alicia Keys – Empire State of Mind | Lady Antebellum (2010)                     |
| 2012 12. Februar 2012  | Adele Paul Epworth (Produzent) Tom Elmhirst, Mark Rankin (Toningenieur) | Vereinigtes Königreich                     | Rolling in the Deep                 | - Bon Iver – Holocene - Bruno Mars – Grenade - Mumford & Sons – The Cave - Katy Perry – Firework | Adele (2009)                               |
| 2013 10. Februar 2013  | Gotye, Kimbra Wally De Backer (Produzent) Wally De Backer, Francois Tetaz (Toningenieure) William Bowden (Mastering) | Australien, Neuseeland                     | Somebody That I Used to Know        | - The Black Keys – Lonely Boy - Kelly Clarkson – Stronger (What Doesn’t Kill You) - Fun – We Are Young - Frank Ocean – Thinkin Bout You | Gotye (2007) · Kimbra (2011)               |
| 2014 26. Januar 2014   | Daft Punk & Pharrell Williams Thomas Bangalter, Guy-Manuel de Homem-Christo (Produzenten) Peter Franco, Mick Guzauski, Florian Lagatta, Daniel Lerner (Toningenieure) Antoine Chabert, Bob Ludwig (Mastering)                                                     | Frankreich Vereinigte Staaten              | Get Lucky                           | - Imagine Dragons – Radioactive - Lorde – Royals - Bruno Mars – Locked Out of Heaven - Robin Thicke, T.I., Pharrell Williams – Blurred Lines | Daft Punkt, 2010                           |
| 2015 8. Februar 2015   | Sam Smith Steve Fitzmaurice, Rodney Jerkins, Jimmy Napes (Produzenten) Matthew Champlin, Steve Fitzmaurice, Jimmy Napes, Steve Price (Toningenieure) Tom Coyne (Mastering)                                                                                        | Vereinigtes Königreich                     | Stay with Me (Darkchild Version)    | - Iggy Azalea, Charli XCX – Fancy - Sia – Chandelier - Taylor Swift – Shake It Off - Meghan Trainor – All About That Bass | Sam Smith, 2015                            |
| 2016 15. Februar 2016  | Mark Ronson feat. Bruno Mars Jeff Bhasker, Philip Lawrence, Bruno Mars, Mark Ronson (Produzenten) Josh Blair, Riccardo Damian, Serban Ghenea, Wayne Gordon, John Hanes, Inaam Haq, Boo Mitchell, Charles Moniz, Mark Ronson (Toningenieure) Tom Coyne (Mastering) | Vereinigtes Königreich Vereinigte Staaten  | Uptown Funk                         | - D’Angelo and the Vanguard – Really Love - Ed Sheeran – Thinking Out Loud - Taylor Swift – Blank Space - The Weeknd – Can’t Feel My Face | Mark Ronson, 2011                          |
| 2017 12. Februar 2017  | Adele Greg Kurstin (Produzent) Julian Burg, Tom Elmhirst, Emile Haynie, Greg Kurstin, Liam Nolan, Alex Pasco, Joe Visciano (Toningenieure) Tom Coyne, Randy Merrill (Mastering)                                                                                   | Vereinigtes Königreich                     | Hello                               | - Beyoncé – Formation - Lukas Graham – 7 Years - Rihanna, Drake – Work - Twenty One Pilots – Stressed Out | Adele (2016)                               |
| 2018 28. Januar 2018   | Bruno Mars Shampoo Press, Christopher Brody Brown, Philip Lawrence, Bruno Mars (Produzenten) Serban Ghenea, John Hanes, Charles Moniz (Toningenieure) Tom Coyne (Mastering)                                                                                       | Vereinigte Staaten                         | 24k Magic                           | - Childish Gambino – Redbone - Luis Fonsi, Daddy Yankee, Justin Bieber – Despacito - Jay-Z – The Story of O. J. - Kendrick Lamar – Humble. | Bruno Mars (2010)                          |
| 2019 10. Februar 2019  | Childish Gambino Donald Glover, Ludwig Göransson (Produzenten) Derek Ali, Dru Castro, Kesha Lee, Riley Mackin, Shaan Singh, Alex Tumay (Toningenieure) Mike Bozzi (Mastering)                                                                                     | Vereinigte Staaten                         | This Is America                     | - Cardi B, Bad Bunny & J Balvin – I Like It - Brandi Carlile – The Joke - Drake – God’s Plan - Lady Gaga & Bradley Cooper – Shallow - Kendrick Lamar & SZA – All the Stars - Post Malone feat. 21 Savage – Rockstar - Zedd, Maren Morris & Grey – The Middle | Childish Gambino (2015)                    |
| 2020 26. Januar 2020   | Billie Eilish Finneas O’Connell (Produzent) Rob Kinelski, Finneas O’Connell (Toningenieure) John Greenham (Mastering) | Vereinigte Staaten                         | Bad Guy                             | - Bon Iver – Hey, Ma - Ariana Grande – 7 Rings - H.E.R. – Hard Place - Khalid – Talk - Lil Nas X feat. Billy Ray Cyrus – Old Town Road - Lizzo – Truth Hurts - Post Malone & Swae Lee – Sunflower | Billie Eilish (2019)                       |
| 2021 14. März 2021     | Billie Eilish Finneas O’Connell (Produzent) Rob Kinelski, Finneas O’Connell (Toningenieure) John Greenham (Mastering) | Vereinigte Staaten                         | Everything I Wanted                 | - Beyoncé – Black Parade - Black Pumas – Colors - DaBaby feat. Roddy Ricch – Rockstar - Doja Cat – Say So - Dua Lipa – Don’t Start Now - Post Malone – Circles - Megan Thee Stallion feat. Beyoncé – Savage | Billie Eilish (2020)                       |
| 2022 3. April 2022     | Silk Sonic Dernst Emile II, Bruno Mars (Produzenten) Serban Ghenea, John Hanes, Charles Moniz (Toningenieure) Randy Merrill (Mastering) | Vereinigte Staaten                         | Leave the Door Open                 | - ABBA – I Still Have Faith in You - Jon Batiste – Freedom - Tony Bennett & Lady Gaga – I Get a Kick Out of You - Justin Bieber feat. Daniel Caesar & Giveon – Peaches - Brandi Carlile – Right on Time - Doja Cat feat. SZA – Kiss Me More - Billie Eilish – Happier Than Ever - Lil Nas X – Montero (Call Me by Your Name) - Olivia Rodrigo – Drivers License | Anderson Paak & Bruno Mars                 |
| 2023 5. Februar 2023   | Lizzo Ricky Reed, Blake Slatkin (Produzenten) Patrick Kehrier, Bill Malina, Manny Marroquin (Toningenieure) Emerson Mancini (Mastering) | Vereinigte Staaten                         | About Damn Time                     | - ABBA – Don’t Shut Me Down - Adele – Easy on Me - Beyoncé – Break My Soul - Mary J. Blige – Good Morning Gorgeous - Brandi Carlile feat. Lucius – You and Me on the Rock - Doja Cat – Women - Steve Lacy – Bad Habit - Kendrick Lamar – The Heart Part 5 - Harry Styles – As It Was                                                                            |                                            |
| 2024 4. Februar 2024   | Miley Cyrus Kid Harpoon, Tyler Johnson (Produzenten) Michael Pollack, Brian Rajaratnam, Mark Stent (Toningenieure) Joe LaPorta (Mastering) | Vereinigte Staaten                         | Flowers                             | - Jon Batiste – Worship - Boygenius – Not Strong Enough - Billie Eilish – What Was I Made For? - Victoria Monét – On My Mama - Olivia Rodrigo – Vampire - Taylor Swift – Anti-Hero - SZA – Kill Bill | Miley Cyrus, 2019                          |
| 2025 2. Februar 2025   | Kendrick Lamar Sean Momberger, Mustard, Sounwave (Produzenten) Ray Charles Brown Jr., Johnathan Turner (Toningenieure) Nicolas de Porcel (Mastering) | Vereinigte Staaten                         | Not Like Us                         | - The Beatles – Now and Then - Beyoncé – Texas Hold ’Em - Sabrina Carpenter – Espresso - Charli XCX – 360 - Billie Eilish – Birds of a Feather - Chappell Roan – Good Luck, Babe! - Taylor Swift feat. Post Malone – Fortnight | Kendrick Lamar 2018                        |

## Belege
1. 1 2 3  66th Grammy Awards – Rules & Guidelines (Seiten 32, 51 u. a.), Grammy.com, 21. November 2023
2. ↑  Übersicht der Recording Academy. (Memento vom 19. August 2012 im Internet Archive) Auf: grammy.org (englisch), abgerufen am 13. Dezember 2011.
3. ↑  Informationen zu den Grammy Awards. (Memento vom 26. Mai 2011 im Internet Archive) Auf: roxikon.de. Abgerufen am 13. Dezember 2011.
4. ↑  Hugh McIntyre: Billie Eilish Makes History With Her Second Record Of The Year Grammy Win. In: Forbes. 14. März 2021, abgerufen am 23. März 2021 (englisch).
5. ↑  Der Grammy wird für die beste Veröffentlichung des vorangegangenen Jahres vergeben, genauer für Veröffentlichungen eines Ein-Jahres-Zeitraums vor der Nominierung im Herbst des Vorjahrs. Beispiel: 2020 wurden Veröffentlichungen im Zeitraum Herbst 2018 bis Herbst 2019 berücksichtigt.
6. ↑  Credits von Whipped Cream & Other Delights Auf: allmusic.com (englisch). Abgerufen am 3. Dezember 2011
7. ↑  Informationen zu Strangers in the Night. Auf: discogs.com (englisch). Abgerufen am 3. Dezember 2011
8. ↑  Credits von Up, Up and Away. Auf: allmusic.com (englisch). Abgerufen am 3. Dezember 2011
9. ↑  Credits von Bookends. Auf: allmusic.com (englisch). Abgerufen am 3. Dezember 2011
10. ↑  Credits von The Age of Aquarius. Auf: allmusic.com (englisch). Abgerufen am 3. Dezember 2011
11. ↑  Credits von Bridge over Troubled Water. Auf: allmusic.com (englisch). Abgerufen am 3. Dezember 2011
12. ↑  Credits von Tapestry. Auf: allmusic.com (englisch). Abgerufen am 3. Dezember 2011
13. ↑  Credits von First Take. Auf: allmusic.com (englisch). Abgerufen am 3. Dezember 2011
14. ↑  Credits von Killing Me Softly. Auf: allmusic.com (englisch). Abgerufen am 3. Dezember 2011
15. ↑  Credits von Long Live Love. Auf: allmusic.com (englisch). Abgerufen am 3. Dezember 2011
16. ↑  Credits von Love Will Keep Us Together. Auf: allmusic.com (englisch). Abgerufen am 3. Dezember 2011
17. ↑  George Benson – Breezin’. Bei: Discogs (englisch). Abgerufen am 19. Februar 2024
18. ↑  Credits von Hotel California. Auf: allmusic.com (englisch). Abgerufen am 3. Dezember 2011
19. ↑  Billy Joel – Just The Way You Are. Bei: Discogs (englisch). Abgerufen am 19. Februar 2024
20. ↑  Credits von Minute by Minute. Auf: allmusic.com (englisch). Abgerufen am 3. Dezember 2011
21. ↑  Credits von Christopher Cross. Auf: allmusic.com (englisch). Abgerufen am 3. Dezember 2011
22. ↑  Credits von Mistaken Identity. Auf: allmusic.com (englisch). Abgerufen am 3. Dezember 2011
23. ↑  Credits von Toto IV. Auf: allmusic.com (englisch). Abgerufen am 3. Dezember 2011
24. ↑  Michael Jackson – Thriller. Bei: Discogs (englisch). Abgerufen am 19. Februar 2024
25. ↑  Tina Turner – What's Love Got To Do With It. Bei: Discogs (englisch). Abgerufen am 19. Februar 2024
26. ↑  USA For Africa – We Are The World. Bei: Discogs (englisch). Abgerufen am 19. Februar 2024
27. ↑  Credits von Back in the High Life. Auf: allmusic.com (englisch). Abgerufen am 3. Dezember 2011
28. ↑  Paul Simon – Graceland / Hearts And Bones. Bei: Discogs (englisch). Abgerufen am 19. Februar 2024
29. ↑  Credits von Simple Pleasures. Auf: allmusic.com (englisch). Abgerufen am 3. Dezember 2011
30. ↑  Credits von Wind Beneath My Wings. Auf: allmusic.com (englisch). Abgerufen am 3. Dezember 2011
31. ↑  Credits von … But Seriously. Auf: allmusic.com (englisch). Abgerufen am 3. Dezember 2011
32. ↑  Natalie Cole With Nat 'King' Cole* – Unforgettable. Bei: Discogs (englisch). Abgerufen am 19. Februar 2024
33. ↑  Eric Clapton – Tears In Heaven. Bei: Discogs (englisch). Abgerufen am 19. Februar 2024
34. ↑  Whitney Houston – I Will Always Love You. Auf: allmusic.com (englisch). Abgerufen am 19. Februar 2024
35. ↑  Credits von Tuesday Night Music Club. Auf: allmusic.com (englisch). Abgerufen am 3. Dezember 2011
36. ↑  Credits von Seal. Auf: allmusic.com (englisch). Abgerufen am 3. Dezember 2011
37. ↑  Eric Clapton – Change The World. Bei: Discogs (englisch). Abgerufen am 19. Februar 2024
38. ↑  Credits von A Few Small Repairs. Auf: allmusic.com (englisch). Abgerufen am 2. Dezember 2011
39. ↑  1998 Grammy Winners. Bei: grammy.com (englisch). Abgerufen am 19. Februar 2024
40. ↑  1999 Grammy Winners. Bei: grammy.com (englisch). Abgerufen am 19. Februar 2024
41. ↑  2000 Grammy Winners Bei: grammy.com (englisch). Abgerufen am 19. Februar 2024
42. ↑  2001 Grammy Winners Bei: grammy.com (englisch). Abgerufen am 19. Februar 2024
43. ↑  2002 Grammy Winners Bei: grammy.com (englisch). Abgerufen am 19. Februar 2024
44. ↑  2003 Grammy Winners Bei: grammy.com (englisch). Abgerufen am 19. Februar 2024
45. ↑  2004 Grammy Winners Bei: grammy.com (englisch). Abgerufen am 19. Februar 2024
46. ↑  2005 Grammy Winners Bei: grammy.com (englisch). Abgerufen am 19. Februar 2024
47. ↑  2006 Grammy Winners Bei: grammy.com (englisch). Abgerufen am 19. Februar 2024
48. ↑  2007 Grammy Winners Bei: grammy.com (englisch). Abgerufen am 19. Februar 2024
49. ↑  2008 Grammy Winners Bei: grammy.com (englisch). Abgerufen am 19. Februar 2024
50. ↑  2009 Grammy Winners Bei: grammy.com (englisch). Abgerufen am 19. Februar 2024
51. ↑  2010 Grammy Winners Bei: grammy.com (englisch). Abgerufen am 19. Februar 2024
52. ↑  2011 Grammy Winners Bei: grammy.com (englisch). Abgerufen am 19. Februar 2024
53. ↑  2012 Grammy Winners Bei: grammy.com (englisch). Abgerufen am 19. Februar 2024
54. ↑  2013 Grammy Winners Bei: grammy.com (englisch). Abgerufen am 19. Februar 2024
55. ↑  2014 Grammy Winners Bei: grammy.com (englisch). Abgerufen am 19. Februar 2024
56. ↑  2015 Grammy Winners Bei: grammy.com (englisch). Abgerufen am 19. Februar 2024
57. ↑  2016 Grammy Winners Bei: grammy.com (englisch). Abgerufen am 19. Februar 2024
58. ↑  2017 Grammy Winners Bei: grammy.com (englisch). Abgerufen am 19. Februar 2024
59. ↑  2018 Grammy Winners Bei: grammy.com (englisch). Abgerufen am 19. Februar 2024
60. ↑  2019 Grammy Winners Bei: grammy.com (englisch). Abgerufen am 19. Februar 2024
61. ↑  2020 Grammy Winners Bei: grammy.com (englisch). Abgerufen am 19. Februar 2024
62. ↑  2021 Grammy Winners Bei: grammy.com (englisch). Abgerufen am 19. Februar 2024
63. ↑  66th Annual Grammy Awards Winners & Nominees Bei: grammy.com (englisch). Abgerufen am 19. Februar 2024
64. ↑  66th Annual Grammy Awards Nominees Bei: grammy.com (englisch). Abgerufen am 19. Februar 2024